# Euconnus duboisi eksilis
Euconnus duboisi eksilis é uma subespécie de insetos coleópteros polífagos pertencente à família Scydmaenidae.
A autoridade científica da subespécie é Vit, tendo sido descrita no ano de 1999.
Trata-se de uma subespécie presente no território português.